# Protège-slip

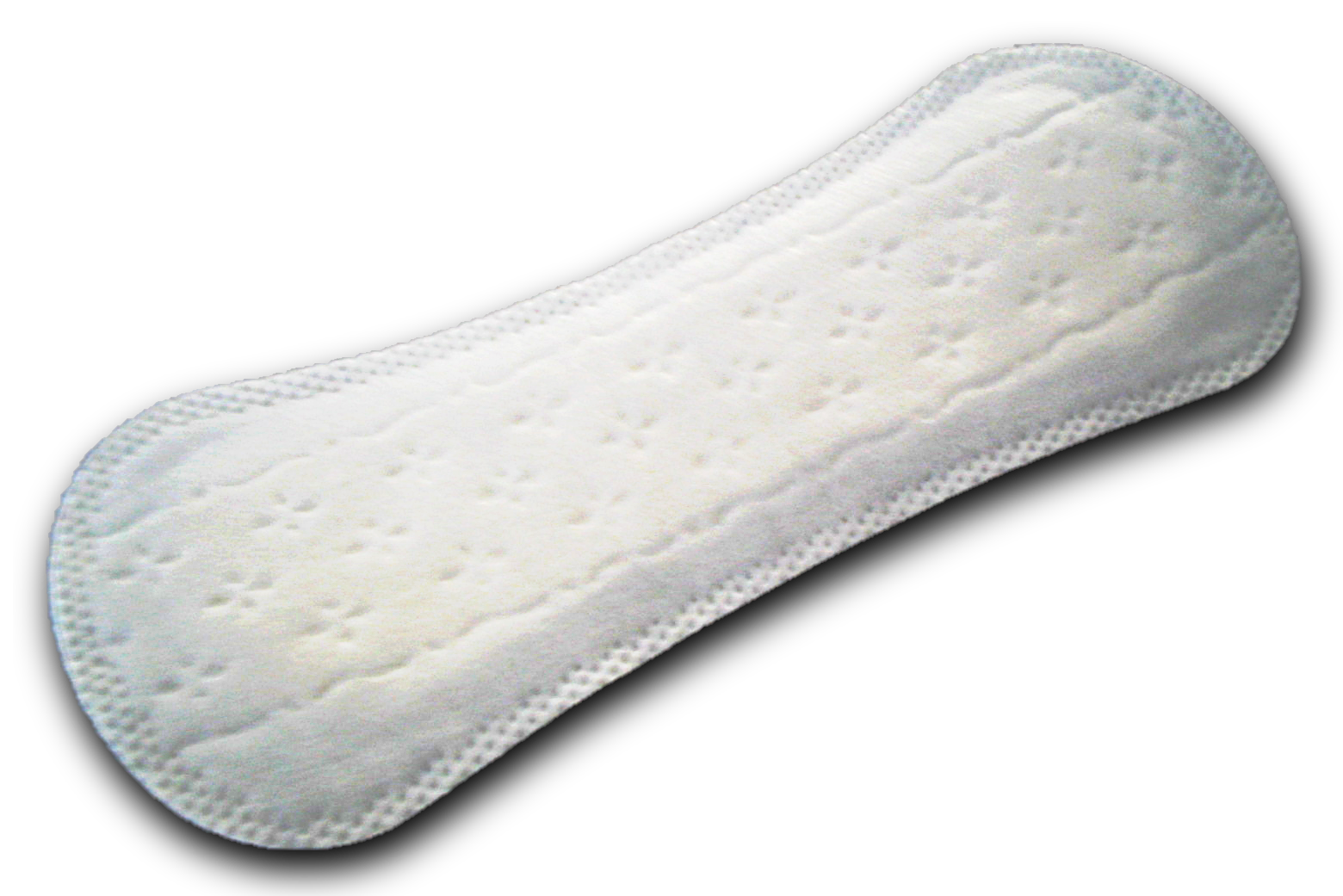
Un protège-slip.

Un protège-slip est une protection hygiénique externe, placée contre la vulve et fixée sur un sous-vêtement comme une culotte, afin de recueillir principalement les faibles épanchements sanguins vaginaux, les sécrétions vaginales, les fuites urinaires ou pour compléter l'absorption d'une autre protection comme le tampon hygiénique ou la coupe menstruelle. Le protège-slip se distingue de la serviette hygiénique par sa finesse plus importante et son degré moindre d'absorption.

## Histoire
Le protège-slip a été créé dans les années 1970.

## Caractéristiques
Le protège-slip est plus fin, plus petit et moins absorbant que la serviette hygiénique utilisée pendant les menstruations. Il est constitué d'une face supérieure recouverte d'un voile au contact de la vulve, et d'une face inférieure disposant d'une bande adhésive pour sa fixation, faces entre lesquelles se trouve un corps absorbant.
Parmi les matériaux utilisés, la surface d'un protège-slip est formée des constituants en copolymères de polyéthylène ou de polypropylène non tissés, qui ressemblent à du coton, et de films perforés de polyéthylène, qui permettent de garder la surface de la protection propre et sèche, ou d'une combinaisons de ces différents matériaux. Le corps absorbant est généralement formé de pâte de cellulose, ou parfois de fibres super-absorbantes ou de granules entourées de tissu de cellulose.
Certaines gammes de protège-slips sont parfumées ou disposent de mécanismes pour capturer les odeurs, à l'aide de granules de polyacrylate ou de zéolites enrobées de tissu. D'autres sont qualifiés de « respirant ».
Les protège-slips lavables sont souvent composés de tissu, comme du coton ou du microfibre, et équipés de bouton-pression pour leur fixation au sous-vêtement[réf. nécessaire].

## Usages
Environ 50 % des femmes nord-américaines et ouest-européennes emploient des protège-slips, et 10 à 30 % les utilisent quotidiennement. Le protège-slip est principalement utilisé comme protection juste avant les menstruations ou lors de leurs derniers jours, pour compléter l'absorption d'un tampon hygiénique ou d'une coupe menstruelle si leur rétention est insuffisante, et pour absorber les sécrétions vaginales physiologiques, afin de conserver un sous-vêtement sec et propre. Le protège-slip est également employé  pour absorber le sperme après un rapport sexuel, la transpiration et pour contrôler les odeurs vaginales. À ce titre, certaines gammes de protège-slips sont parfumées.

## Avantages et inconvénients
Le protège-slip permet de conserver un sous-vêtement sec et propre.
Le port régulier de protège-slip est parfois soupçonné de provoquer des infections du tractus urinaires ou d'augmenter le risque de candidose, en modifiant notamment l'environnement vulvovaginal, comme sa température et son humidité. Cependant, les études existantes n'ont pas montré d'influence négative du port de protège-slip sur l'environnement vulvovaginal, dont la flore vaginale et la survenue d'infections,.
Selon une analyse réalisée par l'Institut national de la consommation et l'association française 60 millions de consommateurs, des traces de substances toxiques ont été retrouvées dans la composition de protections hygiéniques, dont du glyphosate dans une marque de protège-slip à base de coton biologique.

## Galerie

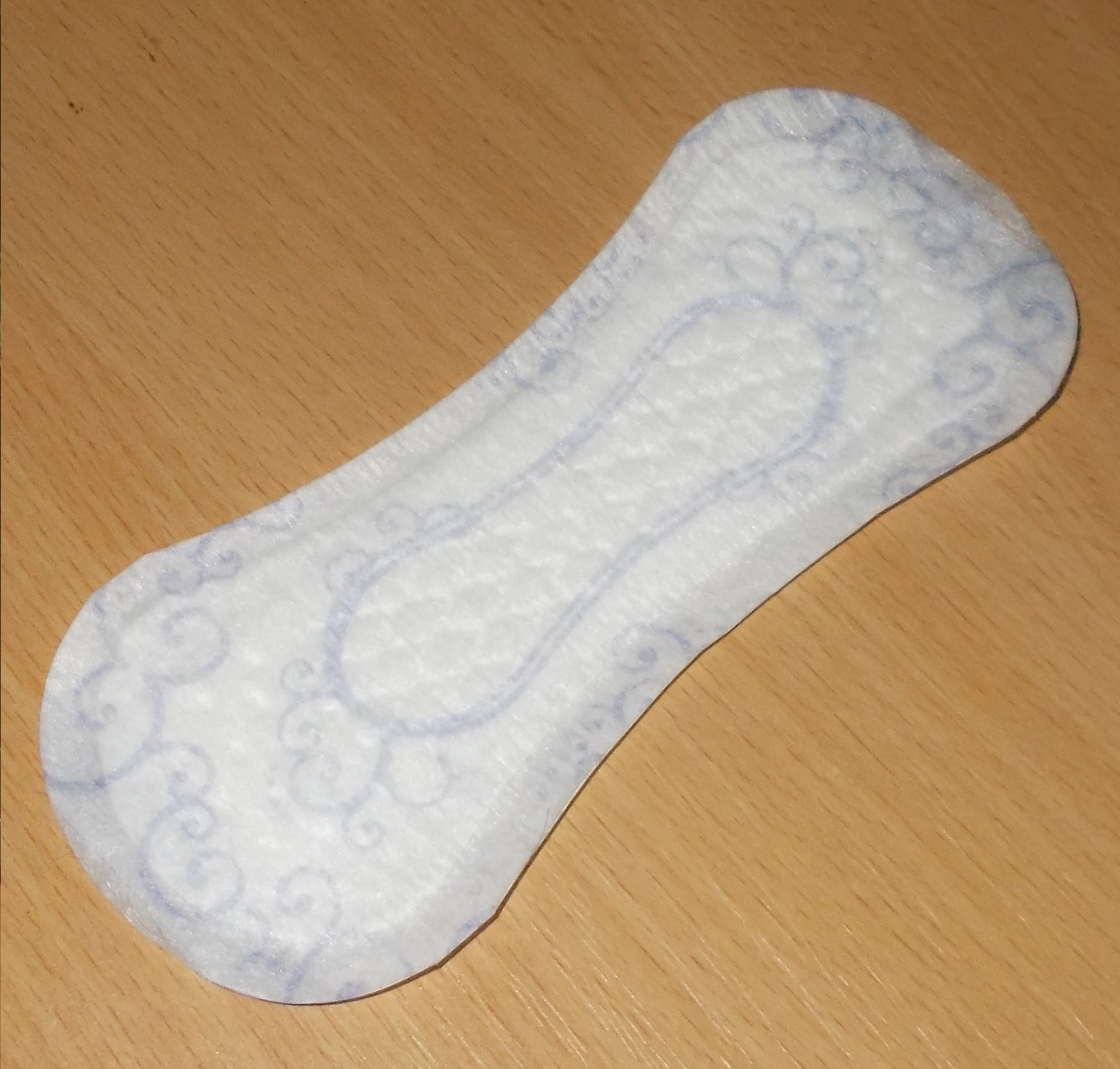
Always Platinum protège-slip
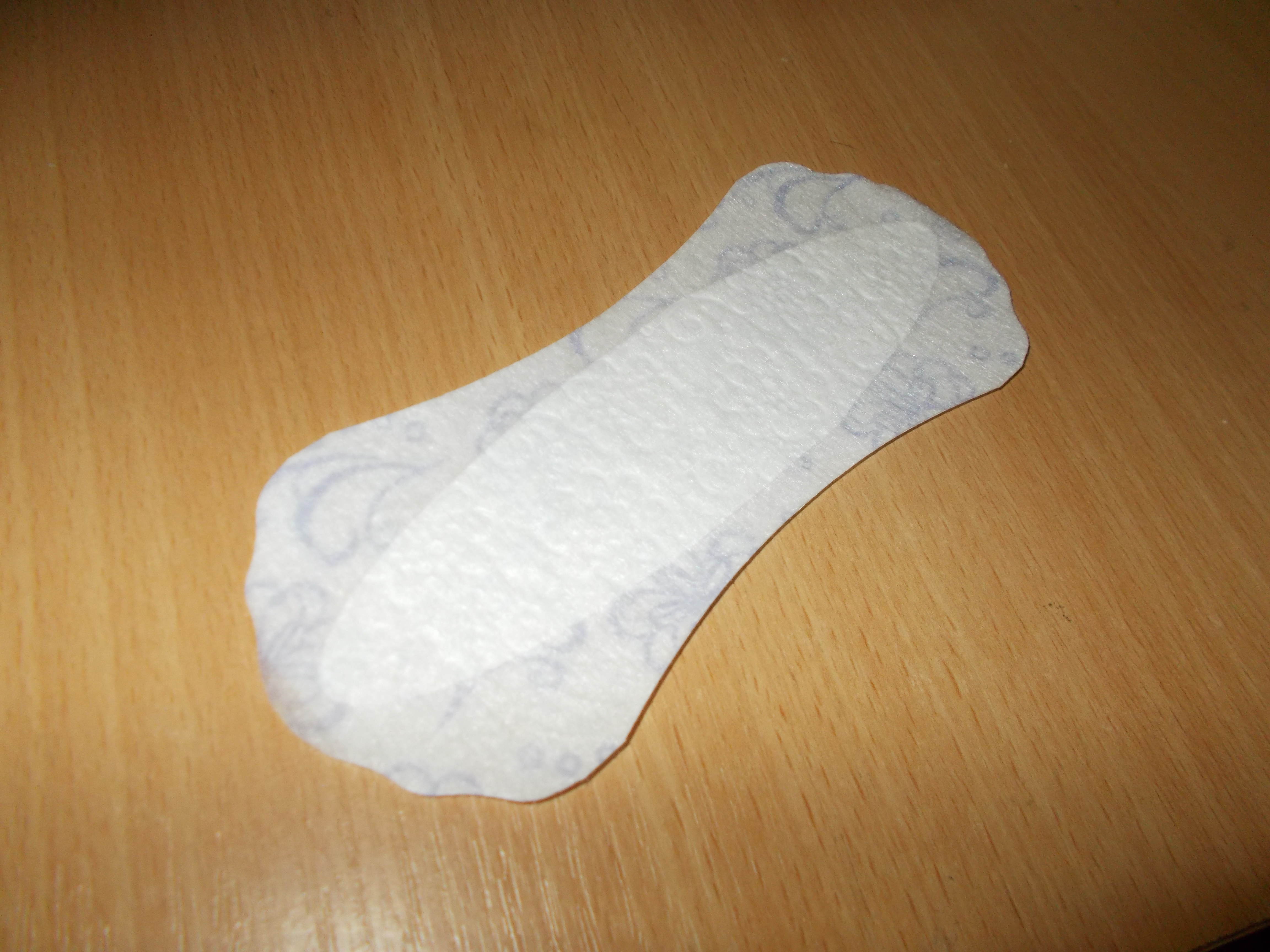
Discreet protège-slip
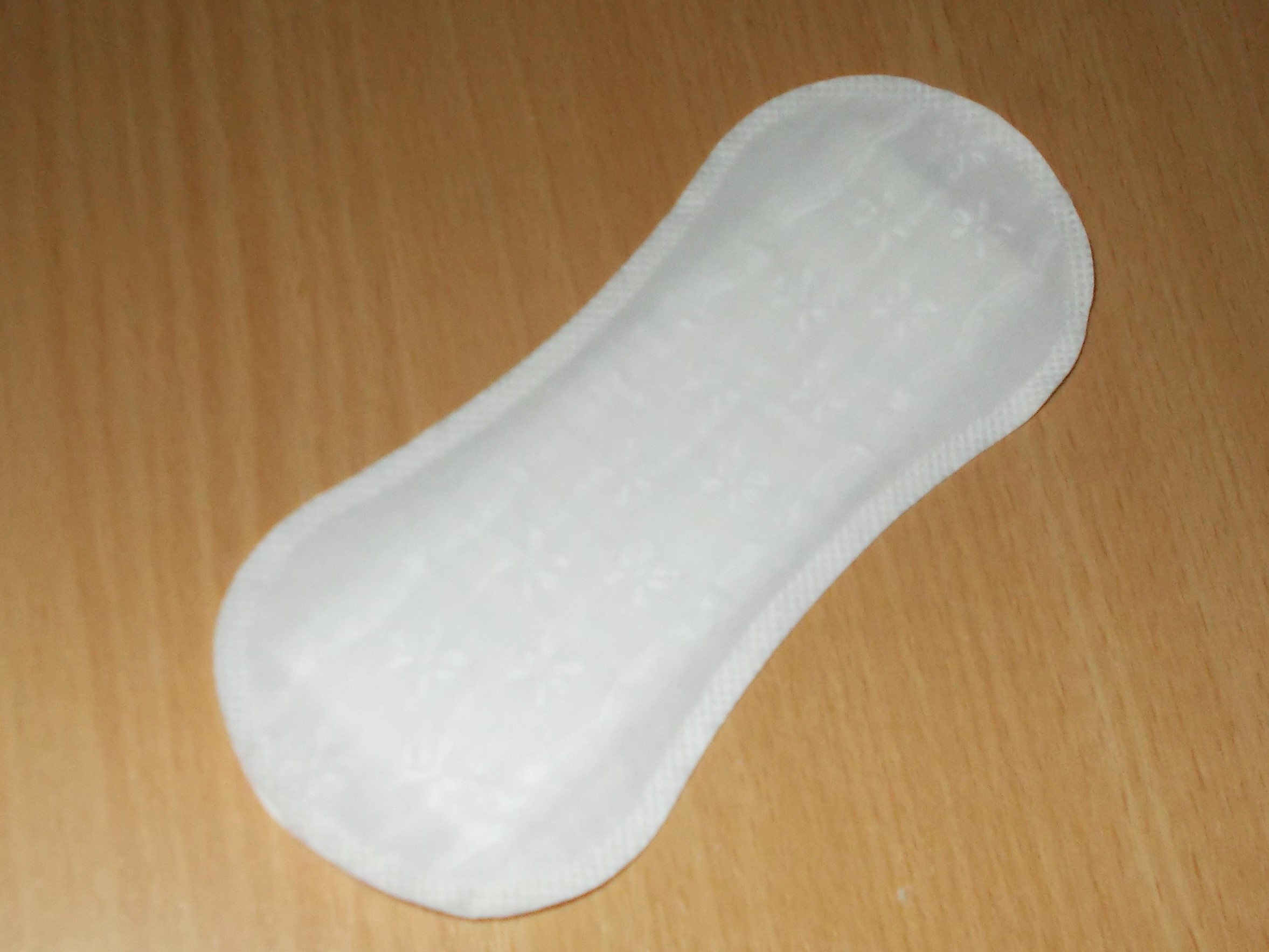
Carefree Cotton protège-slip